# شوزم أبيض الأوراق
شوزم أبيض الأوراق (الاسم العلمي:Psiadia leucophylla) هو نوع من النباتات يتبع جنس الشوزم من الفصيلة النجمية.